# ARA Indómita (P-86)
La ARA Indómita (P-86) es una lancha rápida de la clase Intrépida que sirve en la Armada Argentina desde la Base Naval Ushuaia integrando la Agrupación Lanchas Rápidas. Fue construida en la Alemania Occidental en 1970. Está armada de torpedos filoguiados.

## Construcción y características
La Intrépida fue construida por Lürssen en Bremen por un contrato de 1970. Fue incorporada por la Armada Argentina en diciembre de 1974. La pequeña lancha tiene un desplazamiento de 268 toneladas, una eslora de 45,4 metros, una manga de 7,4 m y un calado de 2,3 m.
Su armamento consiste en un cañón compacto Oto Melara de calibre 76 milímetros, dos cañones Bofors de 40 mm, dos lanzacohetes Oerlikon de 81 mm y dos tubos lanzatorpedos de 533,4 mm.

## Servicio operativo
Fue entregada en 1975 y trasladada a Argentina a bordo del buque de desembarco ARA Cándido de Lasala.
Actualmente prestan servicio en el Área Naval Austral en la ciudad de Ushuaia, desde donde operan patrullando los canales e islas de la zona austral. Como parte de su misión primordial, colaboran con el recambio de personal de los puestos de vigilancia y control del tránsito marítimo en el canal Beagle y la isla de los Estados. Ha intervenido en varias operaciones de rescate, las cuales se acrecientan por las extremas condiciones naturales de ese escenario.
Desde 2008 fue sometida a un profundo proceso de reparaciones y modernización. En 2016 finalizó dicho proceso y fue asignada a tareas de patrulla en el sur del mar argentino.
En 2022 la Indómita fue equipada con el SEON (Sistema Integrado de Observación y Puntería Naval) fabricado por CITEDEF. El SEON es una torre giroestabilizada con visión nocturna y telemetría láser.

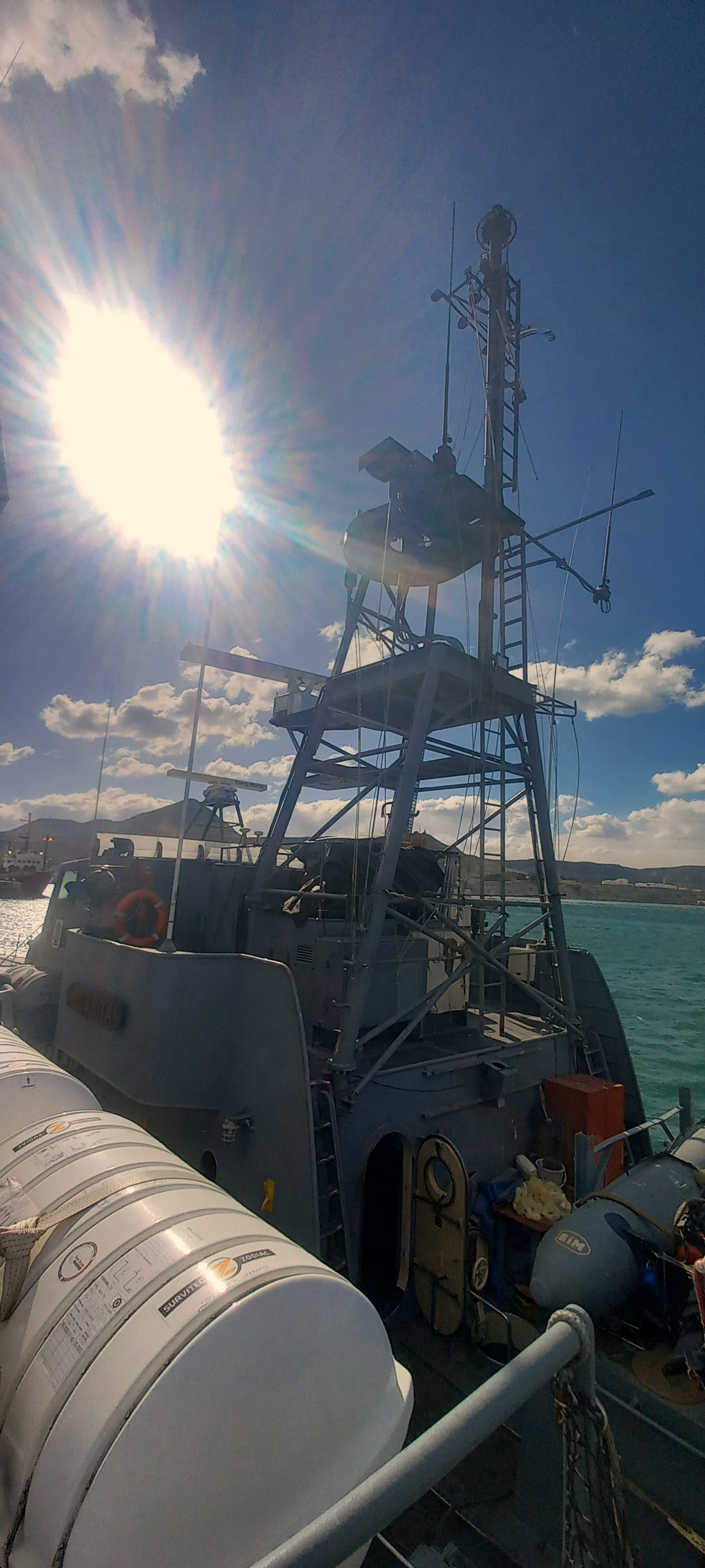
Detalle de la sección trasera de la nave